# Limonia badia
Limonia badia är en tvåvingeart som först beskrevs av Walker 1848.  Limonia badia ingår i släktet Limonia och familjen småharkrankar. Enligt den finländska rödlistan är arten nära hotad i Finland. Artens livsmiljö är naturmoskogar. Inga underarter finns listade i Catalogue of Life.